# Шарл-Франсоа Брисо дьо Мирбел
Шарл-Франсоа Брисо дьо Мирбел (на френски: Charles-François Brisseau de Mirbel) е френски ботаник и политик. Той е основоположник на растителната цитология и физиология.

## Биография
Брисо дьо Мирбел е роден през 1776 година в Париж. През 1796 година започва работа в Националния природонаучен музей, където наблюдава растителни тъкани с микроскоп. През 1802 година публикува „Трактат по растителна анатомия и физиология“ („Traité d'anatomie et de physiologie végétale“), за който се смята, че поставя началото на растителната цитология. Друг негов принос в тази област е наблюдението, публикувано през 1809 година, че всяка растителна клетка е оградена от непрекъсната клетъчна мембрана.
От 1803 година Брисо дьо Мирбел ръководи ботаническата градина в Малмезон, а от 1808 година е член на Френската академия на науките и професор по ботаника в Парижкия университет. През 1815 година публикува основния си труд върху растителните тъкани, „Елементи на растителната физиология и ботаниката“ („Eléments de physiologie végétale et de botanique“).
През 20-те години Брисо дьо Мирбел е главен секретар на вътрешното министерство, оглавявано до 1829 година от неговия приятел Ели дьо Деказ.
Шарл-Франсоа Брисо дьо Мирбел умира през 1854 година в Париж.